# Język krioulo

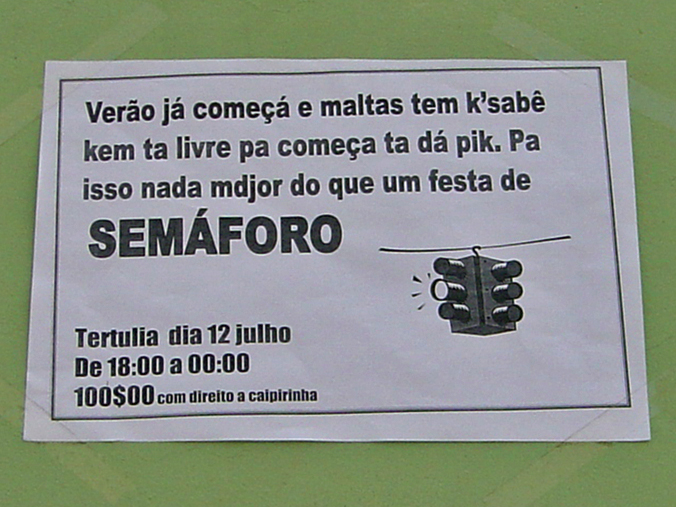
Ogłoszenie w języku kreolskim

Język krioulo (crioulo, kriolu, kriol) – ogólna nazwa grupy języków kreolskich, opartych na języku portugalskim i lokalnych językach Afryki Zachodniej. Obecnie języki te występują w kilku głównych odmianach:
- język krioulo z Gwinei Bissau, używany jako środek komunikacji ponadetnicznej,  spotykany także w regionie Casamance w Senegalu i na niektórych terenach Gambii.
- język kaboverdianu – kontinuum dialektów używanych na poszczególnych wyspach Republiki Zielonego Przylądka.
- język sãotomense i inne kreolskie języki będące w użyciu na Wyspach Św. Tomasza i Książęcej[1]